# Бонами, Франческо
Франческо Бонами (ит. Francesco Bonami; 1955, Флоренция) — итальянский художественный критик, один из самых авторитетных и влиятельных кураторов в мире современного искусства, редактор журнала Flash Art, куратор биеннале Manifesta 3, куратор 50-й Венецианской биеннале, художественный руководитель центра Fondazione Sandretto Re Rebaudengo (Турин).

## Биография
Франческо Бонами родился в 1955 году во Флоренции.

## Цитаты
- «Я не хочу предстать в роли старика, который поучает молодых и говорит «а вот в наше время…», но я считаю, что сегодня у молодых художников и кураторов есть проблема, которой не было у нас. Самый успешный человек в мире, Стив Джобс, говорил об ошибке как об одном из элементов успеха. Он всегда искал новое и рисковал. В известной лекции, которую он прочитал студентам в Гарварде, он говорил «Stay curious, stay anger». Сегодня молодые художники и кураторы хотят быть Стивом Джобсом. Они хотят быть на вершине, но не готовы к ошибкам. Они боятся неудачи и прежде, чем сделать выставку, просчитывают все до последней детали. Моя выставка на Венецианской биеннале в каком-то смысле была абсолютной катастрофой, но в конечном итоге оказалась успешной»[3] — Франческо Бонами, 2011.

## Франческо Бонами в России
- В октябре 2011 года Франческо Бонами выступил в Москве с лекциями по приглашению российского Фонда «Виктория — Искусство Быть Современным» [4].
- В марте 2013 года издательство Фонда «Виктория» V-A-C press выпустило книгу Франческо Бонами «Я тоже так могу! Почему современное искусство все-таки искусство»[5].
- В 2014 году выступил куратором выставки Сергея Сапожникова «Total Picture» (Музей Польди-Пеццоли, Милан)[6][7].